# 馬場峠
馬場峠（ばばとうげ）は、丹沢山地西部、神奈川県足柄上郡山北町と山梨県南都留郡道志村の境にある標高1,380mの峠である。神奈川県で最も標高の高い峠として知られている。

## 概要
大室山から三国山へ伸びる甲相国境尾根の東部にある峠であり、加入道山から東へわずかに下った鞍部に位置する。なお、鞍部の東側に前大室と呼ばれる小ピークがあるが、このピークを馬場峠と呼ぶこともあるようである。峠の南側（神奈川県側）は丹沢大山国定公園に指定されており、北側（山梨県側）の森林は横浜市水道局の水源涵養林として管理されている。
甲相国境尾根は、峠より東へは前大室・破風口・大室山と連なる。馬場峠のすぐ西にある加入道山からは進路を南西へ変え、水晶沢ノ頭・モロクボ沢ノ頭・大界木山などの小ピークを連ねて菰釣山へ伸びる。

## 峠の歴史
今は登山者や林業関係者しか訪れない静かな峠であるが、かつては相模の中川・箒沢集落と甲斐の道志・馬場集落とを結ぶ交易路として利用されていた。相模側から馬場（ばば）へと越えたことから馬場峠と呼ばれている。一方、馬場集落からは白石沢支流のザレノ沢（ザレ沢）に越えたことから、ザレ峠とも呼ばれてきた。
現在、中川側の峠道はザレノ沢の崩壊が進み、かつての面影を見ることは出来ない。道志側へは峠の東側にある前大室と呼ばれる小ピークから尾根伝いに馬場集落へと下る登山道がつけられているが、歩く者が少ないため、悪路となっている。

## 周辺の山
| 山容 | 名称         | 標高（m） | 馬場峠からの 方角と距離（km） | 備考                            |
| ---- | ------------ | --------- | ----------------------------- | ------------------------------- |
|      | 畦ヶ丸       | 1,293     | 南南西 3.9                    |                                 |
|      | シャガクチ丸 | 1,191     | 南南西 2.5                    |                                 |
|      | 白石峠       | 1,307     | 南南西 0.8                    | しらいしとうげ                  |
|      | 加入道山     | 1,418     | 西 0.3                        | かにゅうどうやま                |
|      | 馬場峠       | 1,380     | 0                             | 神奈川県で最も標高の高い峠      |
|      | 前大室       | 1,425     | 東 0.2                        |                                 |
|      | 破風口       | 1,350     | 東南東 0.5                    |                                 |
|      | 大室山       | 1,588     | 東 1.7                        | 甲相国境尾根最高地点 山梨百名山 |
|      | 犬越路       | 1,060     | 南東 3.0                      |                                 |
|      | 檜洞丸       | 1,601     | 南東 5.4                      | ひのきぼらまる                  |

## 周辺の山小屋

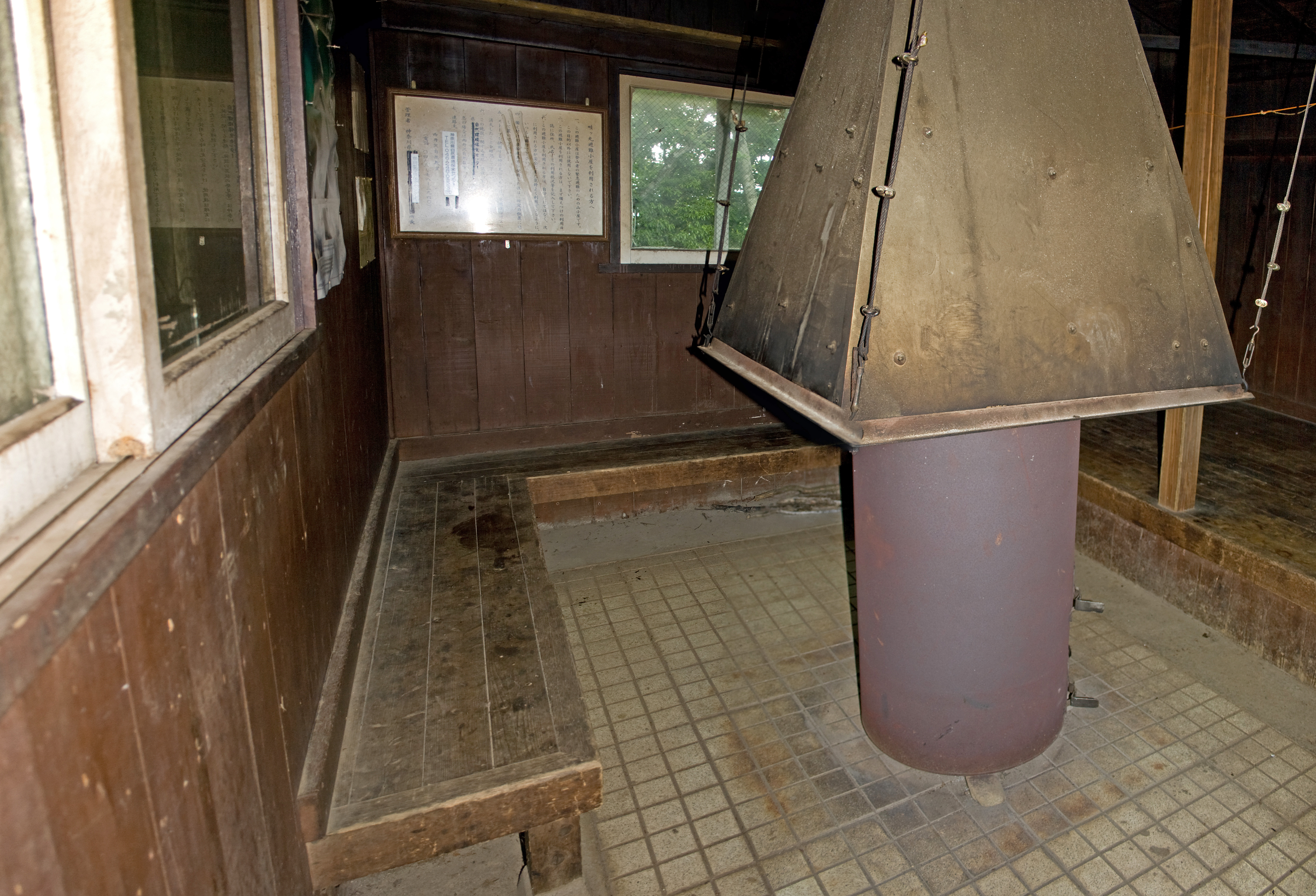
畦ヶ丸避難小屋の内観

最寄りの山小屋は、加入道山山頂付近に位置する加入道避難小屋であるが、檜洞丸の青ヶ岳山荘を除いて丹沢山地西部の山小屋は無人小屋であり、宿泊の際は寝具や自炊具などの登山装備が必要となる。
| 画像 | 名称           | 位置             | 馬場峠からの 方角と距離（km） | 備考                 |
| ---- | -------------- | ---------------- | ----------------------------- | -------------------- |
|      | 畦ヶ丸避難小屋 | 畦ヶ丸山頂付近   | 南南西 3.9                    | 無人小屋・トイレあり |
|      | 加入道避難小屋 | 加入道山山頂付近 | 西 0.3                        | 無人小屋・トイレなし |
|      | 犬越路避難小屋 | 犬越路           | 南東 3.0                      | 無人小屋・トイレあり |
|      | 青ヶ岳山荘     | 檜洞丸山頂付近   | 南東 5.5                      | 有人小屋・期間営業   |